# Európai nemzeti parkok napja
1909. május 24-én alakultak meg az első európai nemzeti parkok, egyszerre kilenc Svédországban. Az EUROPARC Szövetség kezdeményezésére 1999 óta ennek emlékére minden év május 24-én ünneplik az európai nemzeti parkok napját. A nap „a nemzeti parkok és egyéb védett területek célkitűzéseire és jelentőségére kíván ráébreszteni” és „igyekszik minél szélesebb társadalmi támogatást szerezni a természetvédelem ügyének”.
A nap alkalmából a nemzeti parkok különféle programokkal mutatják be tevékenységüket, védett értékeiket.
A 2006-os nap jelmondata „A mi tájunk – tér a természetnek, lehetőség az embereknek” volt.

## Külső hivatkozások
1. ↑  Európai Nemzeti Parkok Napja – május 24. Greenfo.hu, 2006. május 24.